# Legión Judía

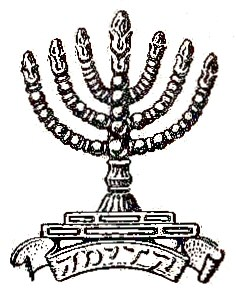
Símbolo de la Legión Judía.

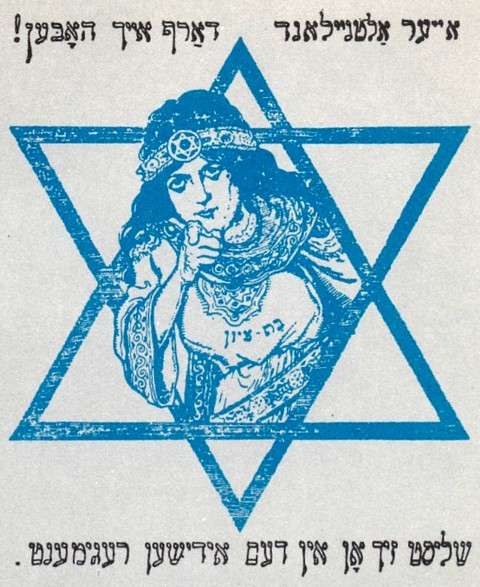
Anuncio convocando al reclutamiento en la Legión Judía, con texto en ídish, c. 1914-1918. Fue publicado en varias revistas judeo-norteamericanas. Presenta a la Hija de Sion (alegoría de Jerusalén y representante del pueblo judío) diciendo: "¡Yo quiero tu vieja tierra nueva! Únete al regimiento hebreo" (אײער אַלטנײלאנד דאַרף אײך האָבּען! שליסט זיך אָן אין דעם אידישען רעגימענט).

La Legión Judía (en hebreo: הגדודים העבריים‎, Hagdud Ha’Ivri; en inglés: Jewish Legion) fue una unidad militar compuesta por voluntarios sionistas que lucharon junto al Ejército británico para expulsar al Imperio otomano de la Tierra de Israel.

## Creación de la Legión Judía
Desde los inicios de su existencia como tales, los judíos reivindicaron los territorios a semejanza del Antiguo Israel o del Israel Bíblico para la creación de un Estado propio; a partir de la década de 1880 esto dio forma a un movimiento judío, el sionismo, liderado por Theodor Herzl. Este movimiento se veía alimentado por los episodios de violencia antisemita que se repetían por toda Europa, y especialmente en los países del este del continente.
La clave de este movimiento era la constitución del ya citado estado, en el que tendrían cabida todos los judíos del mundo, y donde serían bien recibidos y respetados. 
El problema era que las tierras palestinas formaban parte del llamado Imperio Otomano, que se extendía por los territorios de Tracia, la actual Turquía continental, Palestina (hasta el Sinaí), Mesopotamia y buena parte de la península arábiga.
Sin embargo, el Imperio británico sí era partidario de la constitución de dicho Estado, o por lo menos, de negociarlo. Por lo tanto, a los judíos sionistas les interesaba que la zona estuviese controlada por los británicos, y no por los otomanos. Y como se estaba produciendo una guerra (la Primera Guerra Mundial) que enfrentaba a británicos y otomanos, un miembro importante de la organización sionista, Zeev Jabotinsky (junto con la ayuda de Yosef Trumpeldor), propuso que se creara una unidad militar judía que ayudara a los británicos a ocupar el territorio. La propuesta fue aceptada, y se constituyó dicha unidad, la llamada Legión Judía.

## Actuación e importancia de la Legión Judía
Inclusive desde la Diáspora judía llegaron batallones de legionarios que se sumaron a la Legión Judía.
La Legión Judía participó activamente en misiones de apoyo al Ejército Británico en el transcurso de la Primera Guerra Mundial, y especialmente en la batalla de Galipoli de marzo de 1915 a mayo de 1916, donde sirvió como el Cuerpo de Mulas de Sion. A partir de un núcleo de veteranos dicha unidad se reclutaron los batallones judíos del Regimiento de Fusileros Reales, tres de servicio activo (38.º, 39.º y 40.º) y uno de reserva (el 42.º). Los batallones 38.º, 39.º y 40.º,  destinados a Egipto a comienzos de 1918, tomaron parte en la victoriosa campaña de Palestina encuadrados en las fuerzas británicas. Sin embargo, tras la Primera Guerra Mundial, la Administración británica que controlaba el territorio de Palestina disolvió la legión.
Pero, más allá de esto, la Legión Judía destacó por ser el primer ejército hebreo moderno, y fuente de inspiración tanto del actual Ejército Israelí, el Tsahal, como de los grupos armados sionistas del período de entreguerras (la Haganá, el Irgún y el Lehi).